# ئی‌ام‌دی جی‌پی۱۵تی
ئی‌ام‌دی جی‌پی۱۵تی (انگلیسی: EMD GP15T) یک لوکوموتیو دیزلی ساخت شرکت جنرال موتورز الکترو-موتیو دیویژن است.
این لوکوموتیو که در سال‌های ۱۹۸۲ تا ۱۹۸۳ تولید میشده دارای ۸ سیلندر و ۱۵۰۰ اسب بخار توان خروجی بوده است.